# 神田卓朗
神田 卓朗（かんだ たくお、1942年12月11日 - ）は、国語学者、元アナウンサー。大阪府大阪市出身。
2001年3月に退社するまで31年間に渡り、岐阜放送でアナウンサーを務めた。
岐阜放送在職中より岐阜弁を研究、岐阜弁に造詣が深い。岐阜放送退職後は、岐阜女子大学文学部教養言語センター助教授、東海学院大学教授を歴任。2016年現在は非常勤講師として浜松学院大学などに出講している。
つボイノリオの楽曲『金太の大冒険』に登場する「神田さん」のモデルでもある。

## 現在の出演番組
- ラジオ岐阜弁まるけ（ぎふチャン（AMラジオ）、日曜17:30〜18:00）
- 神田卓朗とマーガレットのポップストーク（ぎふチャン（AMラジオ）、月曜21:00〜21:30）
- NHK岐阜弁講座（NHK岐阜放送局、木曜日午後6:30頃から5分程度）

## 過去の出演番組
全て岐阜放送ラジオ
- ヤングスタジオ1430（1976年10月〜、土曜日22：00〜23：50）
- ホリデイ・ヒット・ポップス （〜1976年9月、日曜日22:00〜23：00）
- 今小町発ナイスデイ
- まーへー3時半?

その他

## 著書
- 神田卓朗の岐阜弁笑景Special（1997年、サンメッセ株式会社企画出版部）
- 神田卓朗の岐阜弁笑景Special 2（2000年、サンメッセ株式会社企画出版部）
- 笑いの芸能にわか－発掘!岐阜の庶民文化（2002年、岐阜新聞社）